# ألان غيلبرت (مؤرخ)
ألان غيلبرت (بالإنجليزية: Alan Gilbert)‏ هو مؤرخ بريطاني، ولد في 11 سبتمبر 1944 في بريزبان في أستراليا، وتوفي في 27 يوليو 2010 بسبب مرض.